# Joël Martel (musicien)
Pour les articles homonymes, voir Joël Martel et Martel.
 (juin 2021).
La mise en forme du texte ne suit pas les recommandations de Wikipédia : il faut le « wikifier ».
Les points d'amélioration suivants sont les cas les plus fréquents. Le détail des points à revoir est peut-être précisé sur la page de discussion.
- Les titres sont pré-formatés par le logiciel. Ils ne sont ni en capitales, ni en gras.
- Le texte ne doit pas être écrit en capitales (les noms de famille non plus), ni en gras, ni en italique, ni en « petit »…
- Le gras n'est utilisé que pour surligner le titre de l'article dans l'introduction, une seule fois.
- L'italique est rarement utilisé : mots en langue étrangère, titres d'œuvres, noms de bateaux, etc.
- Les citations ne sont pas en italique mais en corps de texte normal. Elles sont entourées par des guillemets français : « et ».
- Les listes à puces sont à éviter, des paragraphes rédigés étant largement préférés. Les tableaux sont à réserver à la présentation de données structurées (résultats, etc.).
- Les appels de note de bas de page (petits chiffres en exposant, introduits par l'outil «  Source ») sont à placer entre la fin de phrase et le point final[comme ça].
- Les liens internes (vers d'autres articles de Wikipédia) sont à choisir avec parcimonie. Créez des liens vers des articles approfondissant le sujet. Les termes génériques sans rapport avec le sujet sont à éviter, ainsi que les répétitions de liens vers un même terme.
- Les liens externes sont à placer uniquement dans une section « Liens externes », à la fin de l'article. Ces liens sont à choisir avec parcimonie suivant les règles définies. Si un lien sert de source à l'article, son insertion dans le texte est à faire par les notes de bas de page.
- La présentation des références doit suivre les conventions bibliographiques. Il est recommandé d'utiliser les modèles {{Ouvrage}}, {{Chapitre}}, {{Article}}, {{Lien web}} et/ou {{Bibliographie}}. Le mode d'édition visuel peut mettre en forme automatiquement les références.
- Insérer une infobox (cadre d'informations à droite) n'est pas obligatoire pour parachever la mise en page.

Pour une aide détaillée, merci de consulter Aide:Wikification.
Si vous pensez que ces points ont été résolus, vous pouvez retirer ce bandeau et améliorer la mise en forme d'un autre article.
Joël Martel est un humoriste, musicien et journaliste québécois né le 13 janvier 1980 à Alma, dans la région administrative du Saguenay–Lac-Saint-Jean au Québec.

## Biographie

### Études
Martel a d'abord étudié en Arts et lettres au Collège d'Alma, entre 1997 et 1999. Il admet lui-même qu'il n'a jamais obtenu son diplôme car il n'a pas réussi à obtenir la note de passage pour son cours de golf, en éducation physique.
Celui que l'on surnomme «Le Prince du Temps» a également obtenu un baccalauréat en Études littéraires françaises de l'Université du Québec à Chicoutimi, après y avoir étudié entre 2003 et 2007.

### Carrière journalistique
En novembre 2010, Joël Martel devient rédacteur en chef du journal Voir de Saguenay-Alma, avant que le média ne disparaisse en mai 2012.
Malgré tout, l'Almatois continue d'écrire pour le Voir à titre de pigiste, où il publie jusqu'en février 2015.
Outre sa contribution au Voir, dès août 2012 Martel a également occupé le poste de journaliste, chroniqueur et pupitreur pour le journal Le Quotidien, où il écrit toujours.
Présentement, et ce à temps complet, Joël Martel est rédacteur pour Attraction Média.

### Carrière musicale

#### Carrière solo
Joël Martel a connu ses premiers éveils musicaux à l'âge de 8 ans. Sa carrière musicale, quant à elle débute un peu plus tard à l'âge de 12 ans. Il crée un groupe rock avec ses amis almatois.  
Quelques années plus tard, il s'expatrie pendant quelque temps à Montréal où il continue sa carrière de musicien, cette fois-ci en solo.
C'est en 2006 que Joël Martel commence à créer de la musique plus sérieusement. Il faudra attendre jusqu'en 2010 pour que son premier vrai album solo voit le jour, intitulé Boule à dix. Il connaîtra un certain succès sur la scène musicale locale du  Saguenay–Lac-Saint-Jean.
Depuis 2010, il crée non seulement sous son véritable nom, mais aussi sous divers pseudonymes. Parmi les pseudonymes qu'il a employés, notons Martel Solo, Martek et Joe Martelo. 

#### Joël Martel et les Pépites d'or
En 2018, Joël Martel s'associe avec deux amis de longue date, Pascal Lemieux et Martin Lemay, afin de créer le groupe musical Joël Martel et les Pépites d'or. En novembre 2018, ils lancent leur premier album intitulé Michel. Cet album-concept suit les traces d'un personnage fictif appelé Michel, un  livreur de poulet soupçonné d'être un tueur en série.
En 2019, l'album est en nomination comme meilleur album indie-rock au Gala alternatif de la musique indépendante au Québec. Ils perdront au profit de la formation Choses sauvages.
Le groupe lancera deux autres albums, un en 2019 et l'autre en 2021.

### Carrière humoristique virtuelle

#### Premier véritable succès: «Didier le faux français»
La carrière d'humoriste web de Joël Martel prend officiellement son envol en 2017, alors qu'il lance sur son compte Facebook officiel une vidéo parodique où il prétend être un Français capable d'imiter à la perfection l'accent québécois. La vidéo connait un certain succès, comptant des centaines de milliers de visionnement. La principale raison de ce succès est le fait que plusieurs personnes croient que c'est une vidéo véridique, alors que ce n'est pas le cas. Joël Martel se dit surpris de la réaction des internautes:

« Il y a tout le temps une deuxième vague d’internautes, qui eux ne connaissent pas ce que je fais et qui sont sous le choc. Ça crée des conflits amicaux qui me font beaucoup rire. Je m’attendais au même genre de phénomène cette fois-ci ou peut-être à atteindre 30 000 personnes à la limite, mais après 1 heure ou 2, les 30 000 personnes avaient été atteintes et je voyais que ce n’était pas parti pour s’arrêter. J’ai compris que j’avais peut-être créé un monstre. »

— Joël Martel, Médium Large

#### L'affaire Catelli
Joël Martel avoue avoir une fixation depuis longtemps sur la compagnie de pâtes Catelli. Au début des années 2000, Joël Martel coanime une émission de radio. Dans cette émission, il fait une parodie d'émission sur les nouvelles technologies animée par un baby boomer. Cet animateur joué par Joël Martel finissait toujours par dévier la conversation sur les pâtes Catelli. 
En 2017, Joël Martel réalise que la compagnie va célébrer son 150e anniversaire. Il décide d'amorcer sarcastiquement une campagne pour souligner cet événement. À chaque fois qu'il voyait une publication Facebook faite par Catelli, il la partageait automatiquement sur sa page Facebook officielle.
Au départ, son initiative ne rejoint qu'une dizaine de personnes. Puis, Joël Martel apprend que des internautes écrivent en leur nom personnel à la compagnie Catelli afin de les informer de sa démarche.
Au mois d'août 2017, Joël Martel reçoit par la poste un colis provenant de Catelli. Le soir même, il fait un dévoilement en direct sur sa page Facebook. Dans la boite, on pouvait y trouver plusieurs produits ainsi que des articles promotionnels aux couleurs de Catelli. 
Joël Martel se questionnera plus tard sur son initiative dans une de ses chroniques parue dans le journal Le Quotidien:

« L'ironie dans tout ça, c'est qu'au départ, je ne voulais que narguer mes collègues internautes qui ont fait de leur existence numérique un espace publicitaire afin de promouvoir différents produits. Du coup, je croyais qu'en employant leurs différentes méthodes de promotion sans aucune pudeur, je ferais prendre conscience du vide absurde qui se dégage de leurs pratiques. Or, quand on regarde tout ça, j'en viens à me demander si je ne suis pas devenu malgré moi l'arroseur arrosé. »

— Joël Martel, Le Quotidien

#### La Vie en directetFlics en direct
Pendant la pandémie de Covid-19, Joël Martel relance une vieille idée: celle de faire de la « slow TV » sur ses réseaux sociaux. 
La principe est simple: Joël glane des vidéos de « slow content » sur le web. Parmi ces toutes premières publications en direct, il a notamment commenté le cycle complet d'une laveuse à linge frontale. 
Considérant que bien des gens s'ennuient à la maison, dont Joël lui-même, le miraculé d'Alma décider de créer une série de vidéos de voyages sur son Facebook officiel intitulées La vie en direct, où il décide de commenter en temps réel des vidéos YouTube de gens qui se filment en train de se promener dans différents lieux à travers le monde. 
Ces vidéos sont suivies par plusieurs milliers de personnes qui, avec au rythme des commentaires de Joël, voyagent partout sur la planète dans le confort de leur salon. Les plus assidus de La Vie en direct se souviendront particulièrement des «marches» d'Hébron où un pauvre homme perd le contrôle de son âne, de la marche de Zanzibar où Joël a été traumatisé par un magasin de masques et de la marche de Victoria, où les internautes ont fait connaissance avec le « clown psychédélique », un personnage culte de la websérie.
La marche de Buenos Aires a également été à l'origine d'une blague récurrente pour les «marcheurs». Pendant l'enregistrement de la vidéo, une manifestation d'un parti d'extrême-gauche argentin a lieu. Joël, ne voulant pas parler de politique, s'est donc donner le rôle d'interprète d'un des manifestants en prétendant que ces gens étaient plutôt rassemblés pour un rallye autour de Buenos Aires. «N'oubliez pas de ramener vos crayons plombs du rallye, c'est seulement un crayon par personne» a faussement fait dire Joël à ce manifestant qui, mégaphone en main, réclamait plutôt l'État providence en Argentine.
Pour des raisons qui échappent à Joël lui-même, deux thèmes récurrents ont particulièrement marqué l'univers de La Vie en direct: la forme des potelets qu'on retrouve dans chaque pays du monde et le nombre de restaurants Subway rencontrés durant chacune des marches.
Pour la dernière marche de son « tour du monde », Joël a offert aux internautes un épisode spécial de La Vie en direct où il a lui-même filmé sa propre ville, Alma.
Par la suite, après 80 marches en 80 jours autour du monde, Joël s'est avoué fatigué auprès des internautes. Il a donc pris une pause pour ensuite revenir, quelques semaines plus tard, avec une nouvelle mouture du produit: Flics en direct.
Avec le même principe, Joël a invité les marcheurs à se joindre à lui pour visionner des poursuites policières rocambolesques. C'est à ce moment que les internautes ont fait connaissance avec l'homme au t-shirt magique. En effet, dans l'une des poursuites policières visionnées par Joël, un fuyard à réussi à semer les policiers en changeant de chandail, tout simplement.
Incrédules devant cette scène, les internautes et Joël en ont fait une nouvelle blague récurrente.

### Jeux vidéo
En 2021, Martel a ajouté une corde de plus à son arc d'artiste multidisciplinaire. Lors de ses temps libres et pour le plaisir, il décide d'apprendre la programmation de jeux vidéo en créant un jeu qui met en vedette son ami et fidèle collaborateur Julien Bernatchez et son univers unique. Ce dernier est également très connu auprès de la communauté web québécoise, étant membre honoris causa du groupe humoristique Les Pics-Bois avec Maxime Gervais et Dom Massi.
Or, dès que les férus des petits mondes de Joël et de Julien ont appris qu'un jeu vidéo était en préparation, nombreux sont ceux qui ont réclamé que ce projet devienne plus grand que nature. Tant et si bien que Joël Martel a été forcé d'embaucher des collaborateurs pour peaufiner le jeu.
Ainsi, Martel a fondé le Studio Cornet. Pour finaliser le jeu sur Julien Bernatchez, l'équipe du studio compte maintenant six cerveaux, aussi chevronnés que déjantés : Joël Martel à la programmation, Stéphane Demers au graphisme, Éric Lafrance aux sons, Valérie Lachance-Guillemette à la musique, Maxime Larose au level design et Sophie Croteau à la production.
«Papier Julien» est ainsi devenu un vrai projet de jeu vidéo. En quelques jours à peine, grâce à un sociofinancement qui a connu un grand succès, Joël Martel et son équipe ont réussi à amasser les sommes nécessaires pour finaliser le jeu. Ce franc succès a fait en sorte que les médias québécois ont commencé à s'intéresser au projet du Studio Cornet.
Selon Joël Martel, «Papier Julien» n'est qu'un premier pas pour le Studio Cornet, qui songe déjà à une suite et même...à d'autres jeux inspirés de l'univers du web québécois!

## Filmographie

### Cinéma
- 2012 : La cicatrice de Jimmy Larouche
- 2018 : La disparition des lucioles de Sébastien Pilote

### Télévision
- 2014 : Les Pile-Poils de Simon Portelance, David W. Morin et Mathieu Portelance
- 2015 : Be-Bye là-là de Yohann Gasse

## Discographie

### Martel Solo
- 2009 : Jambe de botte
- 2010 : Boule à dix
- 2012 : Poutine de vie
- 2012 : Musique d'autobus, mais pas de train
- 2014 : Los Térité
- 2015 : 3 étoiles et demie
- 2016 : beach club
- 2016 : beach club - Super BOCA Beach Party Edition
- 2017 : Ferme ta gueule
- 2017 : Salade mentale
- 2017 : Délol
- 2017 : La toune de l'été
- 2017 : Banananas
- 2017 : wingding
- 2018 : Dans mes bobettes
- 2018 : Martel Kombat
- 2018 : Ben voyons!
- 2018 : La tempête des poteaux

### Joël Martel et les Pépites d'or
- 2018 : Michel
- 2019 : Le château de saucisses
- 2021 : Le froid
- 2021 : Ma toune est #1 à CISM (de la compilation Les chants du 30e de CISM-FM)

### Martek
- 2021 : Musique pour personne

### Joe Martelo
- 2021 : Douche City

### Joël Martel
- 2015 : Un bon moment
- 2016 : Super Beach Club D'ovnis With Me Nie Up Southampton Tanks Body Librairie Edition
- 2017 : Les squelettes
- 2018 : La toune de la légalisation
- 2019 : Un vinyle
- 2019 : Ténis
- 2019 : Le McEp
- 2019 : Popouri
- 2020 : Une toilette dans la forêt
- 2020 : Chansons pour gagner concours
- 2020 : Alma
- 2020 : Hockey Ordinateur
- 2020 : Hey papaye!
- 2021 : La nouvelle musique du futur : 2022
- 2021 : La nouvelle musique du futur : 1999
- 2021 : Chansons improbables

### Autres projets
- 2010 : Couvertures
- 2017 : Joe Boca - Mixtape - Vol. 1
- 2017 : Touski 2017
- 2020 : Compilation Poulet Vol.1
- 2020 : jobocalypse
- 2020 : Chansons à la guitare Vol.1
- 2020 : 2077
- 2020 : Chansons à la guitare, Vol. 2